# Bakhit Badr
Bakhit Sharif Badr (ur. 5 czerwca 1987) – katarski zapaśnik walczący głównie w stylu klasycznym. Zajął dziewiętnaste miejsce na mistrzostwach świata w 2021. Brązowy medalista na igrzyskach azjatyckich w 2006; jedenasty 2010 i 2018 i dwunasty w 2014. Piąty na mistrzostwach Azji w 2016. Ósmy na igrzyskach wojskowych w 2019. Trzeci na mistrzostwach arabskich w 2010 roku.